# Championnat du Guyana de football 2017-2018
Navigation
Saison précédente Saison suivante
La saison 2017-2018 du Championnat du Guyana de football est la dix-septième édition du championnat national au Guyana. La compétition revient cette saison à dix participants. Les deux derniers du classement final sont relégués à l'issue de la saison.
C'est le club de Fruta Conquerors qui remporte la compétition cette saison après avoir terminé en tête du classement final. Il s’agit du deuxième titre de champion du Guyana de l'histoire du club.

## Les clubs participants
- Victoria Kings FC
- Buxton United
- Guyana Defence Force FC
- Fruta Conquerors
- Den Amstel - promu
- Western Tigers - promu
- Milerock Football Club - promu
- Ann's Grove United - promu
- New Amsterdam United - promu
- Cougars - promu

## Compétition
Le barème de points servant à établir le classement se décompose ainsi :
- Victoire : 3 points
- Match nul : 1 point
- Défaite : 0 point

### Résultats
| Rang | Équipe                   | Pts | J  | G  | N | P  | Bp | Bc | Diff |
| ---- | ------------------------ | --- | -- | -- | - | -- | -- | -- | ---- |
| 1    | Fruta Conquerors         | 45  | 18 | 14 | 3 | 1  | 50 | 6  | +44  |
| 2    | Guyana Defence Force FC  | 40  | 18 | 12 | 4 | 2  | 40 | 13 | +27  |
| 3    | Den Amstel P             | 39  | 18 | 12 | 3 | 3  | 47 | 12 | +35  |
| 4    | Western Tigers P         | 38  | 18 | 11 | 5 | 2  | 31 | 15 | +16  |
| 5    | Victoria Kings FC        | 24  | 18 | 7  | 3 | 8  | 26 | 27 | -1   |
| 6    | Buxton United            | 20  | 18 | 5  | 5 | 8  | 17 | 27 | -10  |
| 7    | Milerock Football Club P | 15  | 18 | 4  | 3 | 11 | 19 | 33 | -14  |
| 8    | Ann's Grove United P     | 14  | 18 | 3  | 5 | 10 | 20 | 35 | -15  |
| 9    | New Amsterdam United P   | 10  | 18 | 2  | 4 | 12 | 8  | 38 | -30  |
| 10   | Cougars P                | 7   | 18 | 2  | 1 | 15 | 10 | 62 | -52  |

|  | Qualification pour le Championnat des clubs caribéens de la CONCACAF 2019 |
|  | Participation au barrage de promotion-relégation                          |
|  | Relégation en deuxième division                                           |
|  | T : Tenant du titre P : Promu de deuxième division                        |

### Barrage de promotion-relégation
Le 9e de Super League affronte sept clubs de divisions inférieures lors de ce barrage de promotion-relégation. Les huit formations s'affrontent lors de matchs à élimination directe. Il n'y a en revanche pas de finale : chacun des vainqueurs du deuxième tour est promu ou se maintient en Super League.

#### Premier tour
| Équipe 1             | Résultat      | Équipe 2         |
| -------------------- | ------------- | ---------------- |
| Santos FC            | 8 - 0         | Eagles United    |
| Georgetown FC        | 0 - 1         | Buxton Stars     |
| Riverview FC         | 1 - 4         | Police FC        |
| New Amsterdam United | 3 - 3 4-5 tab | Soesdyke Falcons |

- New Amsterdam United est relégué en deuxième division.

#### Second tour
| Équipe 1  | Résultat      | Équipe 2         |
| --------- | ------------- | ---------------- |
| Santos FC | 1 - 1 3-1 tab | Buxton Stars     |
| Police FC | 5 - 1         | Soesdyke Falcons |

- Santos FC et Police FC sont promus en Super League.

## Bilan de la saison
| Championnat du Guyana de football 2017-2018         |                             |
| Champion                                            | Fruta Conquerors (2e titre) |
| Qualifications continentales                        |                             |
| Championnat des clubs caribéens de la CONCACAF 2019 | Fruta Conquerors            |
| Promotions et relégations                           |                             |
| Promus en Super League                              | Santos FC                   |
| Promus en Super League                              | Police FC                   |
| Relégués                                            | New Amsterdam United        |
| Relégués                                            | Cougars                     |